# 2005-ös Formula–1 monacói nagydíj
A monacói nagydíj volt a 2005-ös Formula–1 világbajnokság hatodik futama, amelyet 2005. május 22-én rendeztek meg a monacói Circuit de Monacón, Monte Carlóban.

## Időmérő edzés
Räikkönen pályacsúcsot autózva megszerezte a pole-t Alonso előtt.
| Helyezés | Versenyző            | Csapat/Motor      | Összetett idő | Különbség |
| -------- | -------------------- | ----------------- | ------------- | --------- |
| 1        | Kimi Räikkönen       | McLaren-Mercedes  | 2.30.325      | –         |
| 2        | Fernando Alonso      | Renault           | 2.30.406      | + 0.083   |
| 3        | Mark Webber          | Williams-BMW      | 2.31.656      | + 1.333   |
| 4        | Giancarlo Fisichella | Renault           | 2.32.100      | + 1.777   |
| 5        | Jarno Trulli         | Toyota            | 2.32.590      | + 2.267   |
| 6        | Nick Heidfeld        | Williams-BMW      | 2.32.883      | + 2.560   |
| 7        | David Coulthard      | Red Bull-Cosworth | 2.33.867      | + 3.544   |
| 8        | Michael Schumacher   | Ferrari           | 2.34.736      | + 4.413   |
| 9        | Jacques Villeneuve   | Sauber-Petronas   | 2.34.936      | + 4.613   |
| 10       | Rubens Barrichello   | Ferrari           | 2.34.983      | + 4.660   |
| 11       | Felipe Massa         | Sauber-Petronas   | 2.35.120      | + 4.797   |
| 12       | Vitantonio Liuzzi    | Red Bull-Cosworth | 2.37.152      | + 6.829   |
| 13       | Patrick Friesacher   | Minardi-Cosworth  | 2.40.810      | + 10.487  |
| 14       | Christijan Albers    | Minardi-Cosworth  | 2.42.206      | + 11.883  |
| 15       | Tiago Monteiro       | Jordan-Toyota     | 2.43.078      | + 12.755  |
| 16       | Juan Pablo Montoya*  | McLaren-Mercedes  | 1:14.858      |           |
| 17       | Narain Karthikeyan†  | Jordan-Toyota     | 2.43.422      | + 13.119  |
| 18       | Ralf Schumacher      | Toyota            | idő nélkül    |           |

* Juan Pablo Montoya a szombati időmérő edzésen elért 1:14.858-as idejét törölték a verseny előtti szabadedzésen okozott balesete miatt.
† Narain Karthikeyan tízhelyes rajtbüntetést kapott motorcsere miatt.

## Futam
A verseny 24. körében Christijan Albers keresztbe állt a pályán, akinek nekiütközött David Coulthard és Michael Schumacher is. A baleset miatt a pályára küldték a biztonsági autót. A két Renault ekkor kiállt tankolni, de számításuk nem vált be, az autók nagy súlya elkoptatta a hátsó gumikat. Fisichella a 12., a győzelemért harcoló Alonso a 4. helyre esett vissza a verseny végére. A két Ferrari a 7. és a 8. helyen végzett.
| Helyezés | Rajtszám | Versenyző            | Csapat/Motor      | Futott kör | Idő/Kiesés oka | Rajthely | Pont |
| -------- | -------- | -------------------- | ----------------- | ---------- | -------------- | -------- | ---- |
| 1        | 9        | Kimi Räikkönen       | McLaren-Mercedes  | 78         | 1h45:15.556    | 1        | 10   |
| 2        | 8        | Nick Heidfeld        | Williams-BMW      | 78         | + 13.877       | 6        | 8    |
| 3        | 7        | Mark Webber          | Williams-BMW      | 78         | + 18.484       | 3        | 6    |
| 4        | 5        | Fernando Alonso      | Renault           | 78         | + 36.487       | 2        | 5    |
| 5        | 10       | Juan Pablo Montoya   | McLaren-Mercedes  | 78         | + 36.647       | 16       | 4    |
| 6        | 17       | Ralf Schumacher      | Toyota            | 78         | + 37.177       | 18       | 3    |
| 7        | 1        | Michael Schumacher   | Ferrari           | 78         | + 37.223       | 8        | 2    |
| 8        | 2        | Rubens Barrichello   | Ferrari           | 78         | + 37.570       | 10       | 1    |
| 9        | 12       | Felipe Massa         | Sauber-Petronas   | 77         | + 1 kör        | 11       |      |
| 10       | 16       | Jarno Trulli         | Toyota            | 77         | + 1 kör        | 5        |      |
| 11       | 11       | Jacques Villeneuve   | Sauber-Petronas   | 77         | + 1 kör        | 9        |      |
| 12       | 6        | Giancarlo Fisichella | Renault           | 77         | + 1 kör        | 9        |      |
| 13       | 18       | Tiago Monteiro       | Jordan-Toyota     | 75         | + 3 kör        | 15       |      |
| 14       | 21       | Christijan Albers    | Minardi-Cosworth  | 73         | + 5 kör        | 14       |      |
| Ki       | 15       | Vitantonio Liuzzi    | Red Bull-Cosworth | 59         | Baleset        | 12       |      |
| Ki       | 20       | Patrick Friesacher   | Minardi-Cosworth  | 29         | Baleset        | 13       |      |
| Ki       | 14       | David Coulthard      | Red Bull-Cosworth | 23         | Baleset        | 7        |      |
| Ki       | 19       | Narain Karthikeyan   | Jordan-Toyota     | 18         | Hidraulika     | 17       |      |

## A világbajnokság élmezőnyének állása a verseny után
| H | Versenyzők      | Pont | H | Konstruktőrök    | Pont |
| - | --------------- | ---- | - | ---------------- | ---- |
| 1 | Fernando Alonso | 49   | 1 | Renault          | 63   |
| 2 | Kimi Räikkönen  | 27   | 2 | McLaren-Mercedes | 51   |
| 3 | Jarno Trulli    | 26   | 3 | Toyota           | 43   |
| 4 | Mark Webber     | 18   | 4 | Williams-BMW     | 35   |
| 5 | Nick Heidfeld   | 17   | 5 | Ferrari          | 21   |

## Statisztikák
Vezető helyen: Kimi Räikkönen : 78 (1-78)
Kimi Räikkönen 4. győzelme, 5. pole pozíciója, Michael Schumacher 68. (R) leggyorsabb köre.
- McLaren 140. győzelme.